# Abdoulaye Thera
Abdoulaye Thera (* 4. Oktober 1955) ist ein ehemaliger malischer Judoka.

## Sport
Thera trat bei den Olympischen Sommerspielen 1980 in Moskau an. Im Halbleichtgewicht kam er auf Rang 19, nachdem er in der ersten Runde gegen José António Branco aus Portugal verlor.